# LPWAN
LPWAN (англ. Low-power Wide-area Network — «энергоэффективная сеть дальнего радиуса действия») — беспроводная технология передачи небольших по объёму данных на дальние расстояния, разработанная для распределённых сетей телеметрии, межмашинного взаимодействия и интернета вещей. LPWAN является одной из беспроводных технологий, обеспечивающих среду сбора данных с различного оборудования: датчиков, счётчиков ЖКХ, устройств охранно-пожарной сигнализации и т.п.

## Принцип работы

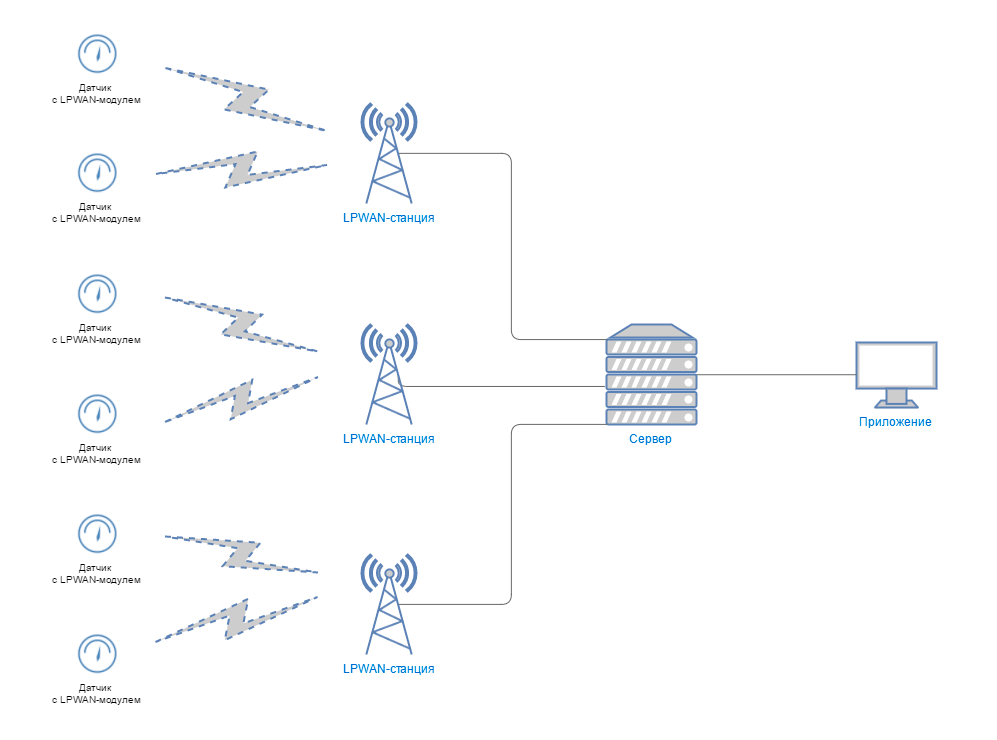
Топология LPWAN-сети

В основе принципа передачи данных по технологии LPWAN на физическом уровне PHY лежит свойство радиосистем — увеличение энергетики, а значит и дальности связи при уменьшении скорости передачи. Чем ниже битовая скорость передачи, тем больше энергии вкладывается в каждый бит и тем легче выделить его на фоне шумов в приёмной части системы. Таким образом, низкая скорость передачи данных позволяет добиться большей дальности их приёма.
Подход, используемый для построения LPWAN-сети, схож с принципом работы сетей мобильной связи. LPWAN-сеть использует топологию «звезда», где каждое устройство взаимодействует с базовой станцией напрямую. Сети городского или регионального масштаба строятся с использованием конфигурации «звезда из звезд».
Устройство или модем с LPWAN-модулем передает данные по радиоканалу на базовую станцию. Станция принимает сигналы от всех устройств в радиусе своего действия, оцифровывает и передаёт на удалённый сервер, используя доступный канал связи: Ethernet, сотовая связь, VSAT.
Полученные на сервере данные используются для отображения, анализа, построения отчетов и принятия решений.
Управление устройствами, обновление программного обеспечения происходит с использованием обратного канала связи.
Для передачи данных по радиоканалу, как правило, применяется нелицензируемый спектр частот, разрешенных к свободному использованию в регионе построения сети: 2,4 ГГц, 868/915 МГц (LoRa), 433 МГц, 169 МГц.

## Характеристики

Сравнение LPWAN с другими беспроводными технологиями

### Преимущества LPWAN
- Большая дальность передачи радиосигнала по сравнению с другими беспроводными технологиями используемыми для телеметрии GPRS или ZigBee, достигает 10—15 км[2].
- Низкое энергопотребление у конечных устройств, благодаря минимальным затратам энергии на передачу небольшого пакета данных[3][1].
- Высокая проникающая способность радиосигнала в городской застройке при использовании частот суб-гигагерцового диапазона.
- Высокая масштабируемость сети на больших территориях[1].
- Отсутствие необходимости получения частотного разрешения и платы за радиочастотный спектр, вследствие использования нелицензируемых частот (ISM band)[4][2][3]

### Недостатки LPWAN
- Относительно низкая пропускная способность, вследствие использования низкой частоты радиоканала. Варьируется в зависимости от используемой технологии передачи данных на физическом уровне, составляет от нескольких сотен бит/с до нескольких десятков кбит/с[2][1].
- Задержка передачи данных от датчика до конечного приложения, связанная с временем передачи радиосигнала, может достигать от нескольких секунд до нескольких десятков секунд.
- Отсутствие единого стандарта, который определяет физический слой и управление доступом к среде для беспроводных LPWAN-сетей.

## Области применения
Технология LPWAN ориентирована на приложения, требующие гарантированной передачи небольшого объёма данных, возможности длительной работы сетевых устройств от автономных источников питания, большого территориального охвата беспроводной сетью. Основными областями применения технологии LPWAN являются беспроводные сети датчиков, автоматизация сбора показаний приборов учета, системы промышленного мониторинга и управления.

### Приложения
- Энергетика: системы беспроводного автоматизированного контроля и учёта электроэнергии[5].
- Жилищно-коммунальное хозяйство: удалённый сбор показаний приборов учёта: воды, тепла, газа, электричества[6].
- Сельское хозяйство: контроль влажности и температуры почв, наблюдение за освещённостью и уровнем солнечной радиации, наблюдение за состоянием складов и овощехранилищ.
- Безопасность и охранные системы: резервирование каналов связи, контроль проникновения, контроль затопления помещений, контроль пожарной безопасности.
- Системы городского управления и «умный город»: управление освещением[7], наблюдение за автомобильными потоками, контроль занятости парковочных мест, контроль температуры, шума, влажности, освещённости, загрязнения воздуха и тому подобного.
- Экологический мониторинг: контроль качества воздуха и воды, контроль уровня воды в реках и озёрах, наблюдение за пожарной опасностью в лесах.
- Строительство: контроль оборудования, наблюдение за параметрами конструкций и зданий.
- Медицина: носимые устройства.
- Автотранспорт: контроль скоростного режима и стиля вождения.
- Производство и системы снабжения: контроль параметров оборудования, наблюдение за состоянием грузов.
- Приложения интернета вещей[1].